# Карусель (телеканал)
«Карусель» — общероссийский федеральный телеканал для детей дошкольного и младшего школьного возраста. Вещает круглосуточно из Москвы из телецентра «Останкино» (АСК-3). Является крупнейшим по охвату детским каналом России. Среднесуточная аудитория по крупным городам России в 2020 году составляла 328 тысяч человек. Совместный проект «Первый канал. Всемирная сеть» и «ВГТРК». Начал вещание 27 декабря 2010 года в 5:00 по указу президента Российской Федерации Дмитрия Медведева. Телеканал начал вещание показом программы «Прыг-Скок Команда». Позиционируется как главный российский детский канал.
Возраст целевой аудитории — от 3 до 10 лет. Вещательная концепция и форматы эфира разрабатываются при участии детских психологов и педагогов. Основу эфира (около 60 %) составляют познавательные и развлекательные программы своего производства, остальное — российские и зарубежные художественные и анимационные фильмы.
Международное (зарубежное) название телеканала — англ. Carousel International (также встречается — Karusel).

## История
Детско-юношеский канал «Карусель» был создан на базе телеканалов «Теленяня» (ЗАО «Первый канал. Всемирная сеть», в 2006—2007 годах — «Эрудит/Теленяня») и «Бибигон» (ФГУП ВГТРК) 27 декабря 2010 года. 24 июня 2009 года президент России Дмитрий Медведев подписал указ об объединении к 1 января 2011 года «Теленяни» и «Бибигона» в единый детско-юношеский канал.
В 2010—2014 годах эфир включал детские программы, телесериалы, мультфильмы, мультсериалы и художественные фильмы. В будние дни около 66 % основного времени транслировались мультсериалы, 21 % — передачи, 6 % — телесериалы, 5 % — художественные фильмы, 2 % — мультфильмы. В выходные дни на мультсериалы было выделено 25 % эфира, телесериалы — 15 %, художественные фильмы — 14 %, передачи — 19 %, мультфильмы — 27 %.
Был одним из двух федеральных телеканалов (вместе с телеканалом «Россия-Культура»; до запуска ОТР), которые вещали без рекламы (с 2011 года — спонсорские ролики). В 2014 году на телеканале появилась реклама. Первоначально среди рекламных роликов были представлены различные товары для детей, но из-за привлечения женской аудитории старше 40 лет (по результатам телеизмерений) появилась реклама продуктов питания и лекарственных средств.
В 2013 году на канале начал выходить первый детский комедийный сериал о школьной жизни — «Классная школа». С 2014 года многие передачи, шоу и мультсериалы, выходившие с самого начала существования канала, начали постепенно исчезать из сетки вещания. В этом же году телеканал получил эксклюзивные права на трансляцию всей коллекции киностудии «Союзмультфильм» — в общей сумме 250 часов «золотой коллекции». В 2016 году на канале начал выходить первый детский образовательный сериал, обучающий правилам дорожного движения — «Семья Светофоровых».
С 2022 года из-за санкций в связи со вторжением России в Украину и ухода с России зарубежных компаний на канале частично прекратился показ многих иностранных мультфильмов и мультсериалов. Поскольку примерно половина ранее транслировавшихся мультсериалов была рассчитана на детей школьного и подросткового возраста, телеканал переориентировался на более младшую аудиторию.

## Собственники
Телеканал де-факто на 100 % принадлежит государству — по 50 % акций телеканала принадлежат АО «Первый канал. Всемирная сеть» и ФГУП «ВГТРК». Управление телеканалом осуществляет АО «Карусель» (до апреля 2017 года — ЗАО). С апреля 2017 года в структуру управления телеканалом внесены изменения, результатом которых стало введение двух постов (от каждого учредителя) генеральных директоров и главных редакторов.

## Руководство
Генеральные директора
- Николай Дубовой (Первый канал. Всемирная сеть, 2010—2015)
- Татьяна Цыварева (ВГТРК, 2015—2017)[34][35]
- Алексей Ефимов (Первый канал. Всемирная сеть, с 2017 года)[33]
- Игорь Иванов (ВГТРК, с 2017 года)[33][36]

Главные редакторы
- Татьяна Цыварева (2010—2015, с 2017 года — ВГТРК[33]) — руководитель студии детских и юношеских программ ВГТРК в 2010—2015 годах
- Вера Оболонкина (с 2015 года[34], с 2017 года — Первый канал. Всемирная сеть[33]) — директор Департамента детских и юношеских программ ЗАО (АО) «Первый канал. Всемирная сеть» с 2015 года[37]

Главные продюсеры
Должность существовала с декабря 2010 по март 2015 года, сейчас полномочия продюсера выполняют главные редакторы телеканала.
- Екатерина Соколова[38] — главный продюсер Дирекции тематического вещания редакции детских и юношеских программ ЗАО «Первый канал. Всемирная сеть»[39]
- Александр Гуревич[40] — заместитель руководителя студии детских и юношеских программ ВГТРК[41]

Арт-директор
- Максим Жуйков (2010—2015) — директор департамента промо ЗАО «Первый канал. Всемирная сеть» в 2007—2015 годах[42]

Музыкальные оформители
- Виктор Дормидонтов, Олег Литвишко и Георгий Тарадайкин

## Награды
Телеканал дважды становился победителем в номинации «Лучший детский канал» в престижной Европейской премии в области тематического телевидения Hot Bird TV Awards.
В январе 2014 года создатели детско-юношеского канала «Карусель» стали лауреатами премии Правительства Российской Федерации в области средств массовой информации за 2013 год.
23 ноября 2017 года сайт телеканала получил статуэтку премии Рунета-2017 в номинации «Здоровье, развлечение и отдых».
В 2020 году телеканал получил премию «ТЭФИ-KIDS» в номинациях «Ежедневная информационная программа для детей», «Лучший анимационный сериал», «Лучший телеканал для детей» и «Лучшая музыка для детской программы».

## Вещание
Телеканал «Карусель» входит в первый мультиплекс цифрового телевидения России.
С 1 сентября 2011 по 22 июля 2019 года вещал в трёх поясных версиях — «+0» (Московское время), «+3» (Омское время) и «+7» (Владивостокское время).
С 23 июля 2019 года по настоящее время вещает в пяти поясных версиях — «+0» (Московское время), «+2» (Екатеринбургское время), «+4» (Красноярское время), «+7» (Владивостокское время) и «+8» (Магаданское время).
Также вещает за рубежом под названием «Carousel International». Международная версия имеет небольшие изменения в сетке передач по сравнению с российской.
До сентября 2016 года «Карусель» был одним из немногих российских телеканалов, который находился в списке адаптированных иностранных телеканалов и вещал на территории Украины. Трансляцию телеканала запретили на территории Украины за нарушение закона «О рекламе» и за противоречие статье 28 Закона Украины «Об информации».
В Болгарии, Чехии, Словении, Кипре и Франции этот канал доступен также как кабельный.
В 2014 году заменил собою украинский телеканал СТБ в Крыму после российской аннексии.
С 1 марта 2017 года телеканал перешёл на вещание в формате 16:9. С 27 марта 2020 года началось вещание телеканала в формате высокой чёткости в цифровом HD-мультиплексе на 58 ТВК в Москве и Подмосковье.
Для распространения трансляции телеканала «Карусель» и каналов «Первый канал», НТВ, «Телерадиокомпания „Петербург“», «ТВ Центр» и «Матч ТВ», в городах с численностью населения менее 100 000 человек, в декабре 2021 года власти выделили 7,954 млрд рублей.

## Критика
Обозреватель агентства «РИА Новости» Сергей Варшавчик заметил, что этого единственного на октябрь 2011 года бесплатного детского канала было бы явно мало при миллионах детей в России, фактически поприветствовав появление на рынке детского вещания бесплатного канала Disney.
Искусствовед Людмила Семёнова в одной из своих статей (2019) критикует программную политику «Карусели» и других существующих сегодня детских телеканалов:

Телеканалы «Карусель», Disney и другие агрегаторы безостановочно выдают контент, раскрашенный в кислотно-жизнерадостные цвета и наполненный сомнительным смыслом. Передача «Дисней Клуб», существовавшая на канале ОРТ (а затем и на «Первом») с 1990-х до середины 2000-х, была ценной именно потому, что дарила интересные и яркие истории в дозированном режиме. Окно в волшебный мир открывалось лишь на время, которого маленькие зрители с нетерпением ждали и потом с удовольствием вспоминали, что нового произошло с их любимыми героями. Теперь же этот мир помещается в смартфоне, и в него можно нырнуть, сидя в вагоне метро или в кафе. В сущности он превратился в любимый детьми фаст-фуд, только для ума и души.